# Iván Dmitrevski
Iván Afanásievich Dmitrevski (en ruso: Ива́н Афана́сьевич Дмитре́вский, Yaroslavl, 28 de febrero de 1734 - San Petersburgo, 27 de octubre de 1821, conocido como Diakonov Narykov -Дьяконов Нарыков) fue un actor, dramaturgo, traductor, pedagogo teatral y director de escena ruso. Fue miembro de la Academia Rusa.

## Biografía

### Infancia y juventud en Yaroslavl
Iván Dmitrevski nació en Yaroslavl el 28 de febrero (11 de marzo) de 1734 (otras fuentes mencionan el 20 de febrero -3 de marzo- de 1736 en el seno de la familia de Afanasi Filipovich Narykov, diácono (de ahí el apodo Diakonov) de la iglesia de San Demetrio de Tesalónica de la ciudad. 
Fue educado según algunas fuentes en el seminario de su ciudad natal, mientras que otras señalan como instructor suyo a un pastor que acompañaba al desterrado duque de Curlandia y Semigalia, Ernst Johann von Biron, y aún otras le sitúan en el seminario de la ciudad de Rostov. Tras sus estudios, entró en el servicio de la cancillería de la provincia de Yaroslavl. Según sus biógrafos, en el seminario destacó en las clases de retórica y poesía, mostrando inclinación hacia el arte y la literatura.
No se conoce como surgió la relación entre Dmitrevski y Fiódor Vólkov, quizá eran amigos de estudios o de infancia, pero cuando el último creó un teatro en Yaroslavl en 1749, contó con Dmitrevski, joven de gran belleza, para actuar en los papeles femeninos (pues eran raras las mujeres en el escenario). De este modo, el 29 de junio de 1750 participó en las primeras escenografías de Vólkov (inicialmente en un granero), el drama Ester y Evmon y Berea. En 1751, los esfuerzos de Vólkov lograron la apertura del teatro público de Yaroslavl. 

### Actuando para las zarinas
En 1752 la compañía de Vólkov fue enviada, por orden de la emperatriz Isabel I a actuar en San Petersburgo, representando el 18 de marzo en el Teatro del Palacio de Invierno la comedia "Sobre el arrepentimiento del hombre pecador" (О покаянии грешного человека). Más tarde representarían otras obras de su repertorio. A partir de sus actuaciones en San Petersburgo, Narykov tomó su apellido artístico Dmitrevski, según algunos biógrafos por sugerencia de la emperatriz, según otros lo tomó el propio Iván, por la iglesia en la que oficiaba como diácono su padre en Yaroslavl. En mayo de ese mismo año, Dmitrevski pasó a estar inscrito en el listado de actores de la corte. Tanto él como otro "comediante de Yaroslavl", Alekséi Popov, entraron en el Cuerpo de Cadetes de Tierra "para la formación de artistas teatrales en literatura, idiomas extranjeros y gimnasia". Dmitrevski pasaría allí cuatro años, en los que además de las clases, actuaría en representaciones en el teatro de la corte. Con ocasión del nacimiento del Gran Príncipe Pável Petróvich la compañía dio varias actuaciones, en las que Dmitrevski actuaría en el papel femenino principal.
El 30 de agosto de 1756, por decreto del Senado Imperial, se estableció un Teatro Ruso de Tragedias y Comedias para el que se cedió la casa de piedra de Golovkin en la isla de Vasilyevsky de la capital imperial. El 1 de noviembre, a petición de Aleksandr Sumarókov, Dmitrevski fue enviado del Cuerpo de Cadetes a formar parte de los actores del teatro, con un sueldo de trescientos rublos anuales. A partir de entonces, Dmitrevski no tuvo que aparecer en papeles femeninos, pues para estos fueron contratadas actrices. Entre ellas se encontraba Agrafena Músina-Púshkina (1740-1782), con la que Dmitrevski contrajo matrimonio en el 29 de septiembre de 1759. La pareja contó con el favor de la emperatriz -que gustaba de las interpretaciones de canciones rusas de Músina-Púshkina-, que les asignó un sueldo salido de sus propias asignaciones y les solicitó varias representaciones en el Teatro del Palacio de Verano. El matrimonio tuvo seis hijos y cuatro hijas. La pareja siguió actuando con nuevas obras traducidas del extranjero o piezas reelaboradas bajo la dirección de Vólkov.
El apogeo de Dmitrevski se dio con la emperatriz Catalina II, que fomentó los talentos teatrales sobresalientes. A la muerte de Vólkov, la zarina dio a Dmitrevski el título de "Primer Actor del Teatro de la Corte de Rusia", como premio a la incansable labor de Dmitrevski en esta etapa formativa del teatro ruso.

### Viaje a Europa occidental
En 1765 Dmitrevski, a instancias de Catalina II, se fue al extranjero a familiarizarse con el negocio teatral en Occidente. Con una importante suma de dinero, salió en otoño de ese año y se dirigió a Alemania. Como la escena teatral alemana de ese tiempo era un pálido reflejo de la francesa, tras una rápida visita a las principales ciudades alemanas (excepto Viena), se dirigió a París. Gracias a las recomendaciones de Shuválov, pronto entró en contacto con los principales protagonistas del teatro francés: Brizard, Dumesnil, Préville, Lekain, Dubois y otros, que lo trataron con gran cordialidad. Especialmente estrechó lazos con Lekain, en cuya casa residió. Tras una estancia de 8 meses en París, Dmitrevski partió a Londres con Lekain en 1766 para asistir a las obras de Garrick, donde se entrevistó en varias ocasiones con este intérprete de las obras de Shakespeare. Al arte trágico arte de Lekain, Dmitrevski parece que prefirió los dramas de Garrick. Tras volver de Londres a París, Dmitrevski regresó poco después a Rusia. Dmitrevski recopiló en su viaje gran cantidad de información útil y práctica sobre el negocio teatral, lo que influyó positivamente en el desarrollo de su talento. Una semana después de regresar de su viaje por Europa (finales de 1766), Dmitrevski actuó en el Teatro del Palacio de Invierno ante la emperatriz, interpretando el papel de Sineo en la obra de Sumarókov Sineo y Truvor, por el que fue felicitado por la emperatriz y su amiga Catalina Dáshkova.
En agosto de 1767 Dmitrevski fue enviado de nuevo al extranjero para invitar a actores franceses para la compañía francesa de San Petersburgo. Lekain, Clairon y Bellecour accedieron voluntariamente a ir, pero fueron detenidos por el gobierno francés (Bellecour fue incluso encarcelado en la Bastilla). En el viaje de regreso, Dmitrevski conoció en Leipzig al editor de la revista Neue Bibliothek der Wissenschaften schonen und der freien Kunste, Christian Felix Weiße, que editó sus obras "Noticia sobre algunos escritores rusos" y "Historia del Teatro Ruso". La primera apareció en alemán, sin la firma de su autor, en la citada revista (NºVII, 1768), y más tarde en su traducción francesa en Livorno ("Essai sur la litterature russe... Par un voyageur russe", 1771 y 1774). La autoría de estas obras por Dmitrevski fue demostrada por primera vez por el académico Mijaíl Sujomlínov. El segundo ensayo permaneció inédito, quemándose su manuscrito en un incendio en la Academia.

### Pedagogo teatral
Tras regresar del extranjero, probablemente en la primera mitad de 1768, Dmitrevski gozó de un papel dominante en el negocio teatral ruso, conservando su primacía como actor a pesar del cambio de dirección en el Teatro. Tras Vasili Bíbikov, pasó a dirigirlo el compositor Iván Yelaguin. Tras Yelaguin, Bíbikov volvió a tomar el control de la institución hasta la creación del "Comité especial para la dirección de los espectáculos y la música" el 17 de julio de 1783. En el periodo 1768-1783, Dmitrevski se dedicó al teatro público, al privado y a la escuela de teatro.
Desde 1761, el Teatro del Palacio de Invierno dejó de ser subvencionado y abierto a todo el público. El primer intento por satisfacer esta necesidad del públivo peterburgués vino por parte de Karl Knipper, que fundó el Teatro Libre Ruso (Вольный Российский Театр), contando con 50 alumnos seleccionados de Casa de Orfandad de Moscú por el famoso actor moscovita Iván Kaligraf, a los que se les enseñaría baile, música y recitación. El 13 de abril de 1779 en el Campo de la Emperatriz, en el antiguo teatro Locatelli, la compañía de Knipper representó la primera obra cómica de Aleksandr Ablésimov, Melnik. El teatro de Knipper tuvo un gran éxito, y Dmitrevski se ocupó como profesor de arte dramático, dedicándose en cuerpo y alma, pues estando obligado a dar sólo doce lecciones al mes, daba dos al día. En ese año los actores de la compañía aprendieron y representaron veintiocho obras de Ablésimov, Kniazhnín, Sumarókov y otros. A petición de Dmitrevski, Ósip Kozodávlev escribió varias obras para el teatro de Knipper, como El sello (Перстень) o "Chocaron dos cabezas de hierro". Entre los actores de Knipper pronto destacarían grandes talentos como Antón Krutitski, Kozmá Gambúrov, Maksim Vólkov, Serguéi Rajmánov, Anna Krutítskaya, Milevskaya, Jristina Rajmánova y otros, a los que Dmitrevski enseñó y orientó hacia la actividad escénica. En el teatro de Knipper, se representó por primera vez en 1782 la comedia "El menor"  (Недоросль) de Denís Fonvizin.
Los artistas sufrían todo tipo de privaciones y abusos por parte de Knipper, por lo que cumplían su trabajo más por respeto a su instructor, Dmitrevski, que por la recompensa recibida del dueño, Knipper, que los explotaba de una manera tan deshonesta que la Casa de Orfandad acabaría anulando su contrato con él, y otorgándoselo directamente a Dmitrevski. Pero éste sólo ejercería en este puesto durante siete meses, puesto que en 1783 se abrió un teatro público. La mayoría de los artistas pasarían a trabajar en el teatro Imperial, que, gracias a Dmitrevski, desde sus inicios contaría con actores completamente preparados.
Las primeras tentativas de Dmitrevski de organizar una escuela de teatro se remontaban a 1766, cuando se le encargó enseñar a 3 niños y 3 niñas, pero de ningún modo era una propuesta de racionalización de la enseñanza del teatro. La necesidad de ésta había sido expresada por varios dramaturgos, como Sumarókov. Finalmente, por mediación de Dmitrevski y del director teatral Bíbikov se abrió finalmente una escuela de teatro el 21 de mayo de 1779. Entre ambos elaboraron el plan educativo de la escuela y enseñaban arte dramático, teniendo, en general, mucho éxito. Sin embargo, la actividad pedagógica de Dmitrevski no se limitó al teatro, pues desde 1780 enseñó a las novicias del convento Smolny historia, geografía y literatura -campos en los que poseía vastos conocimientos, así como a los actores de los teatros domésticos de P. P. Yesipov y Nikolái Sheremétev, y, desde 1784, a los alumnos de la Escuela de Teatro de San Petersburgo del Teatro Imperial.

## Papeles interpretados
- Suneo y Truvor de Sumarókov - Sineo.
- Semira de Sumarókov - Oskold.
- Demetrio el Falso de Sumarókov - Demetrio.
- Jórev de Sumarókov - Jórev.
- El celoso confundido de Campistron - Dorant.
- El misántropo de Molière - Alcestes.
- Hamlet de Shakespeare - Hamlet.
- Vysheslav de Sumarókov - Vysheslav.
- Mstislav de Sumarókov - Mstislav.
- Les Ménechmes de Regnard - Menechme.
- Mot, liuboviu ispravleni de Lukín - Dobroserdov.
- Pustomelia de Lukín - Neumolkov.
- Nakazannaya vertoprashka de Yelchanínov - Conde.
- Eugénie de Beaumarchais - Conde Clapandon.
- El menor de Denís Fonvizin - Starodut.
- Vseobsheye opolcheniye de Viskovátov - Userdov.